# Adèle Isaac

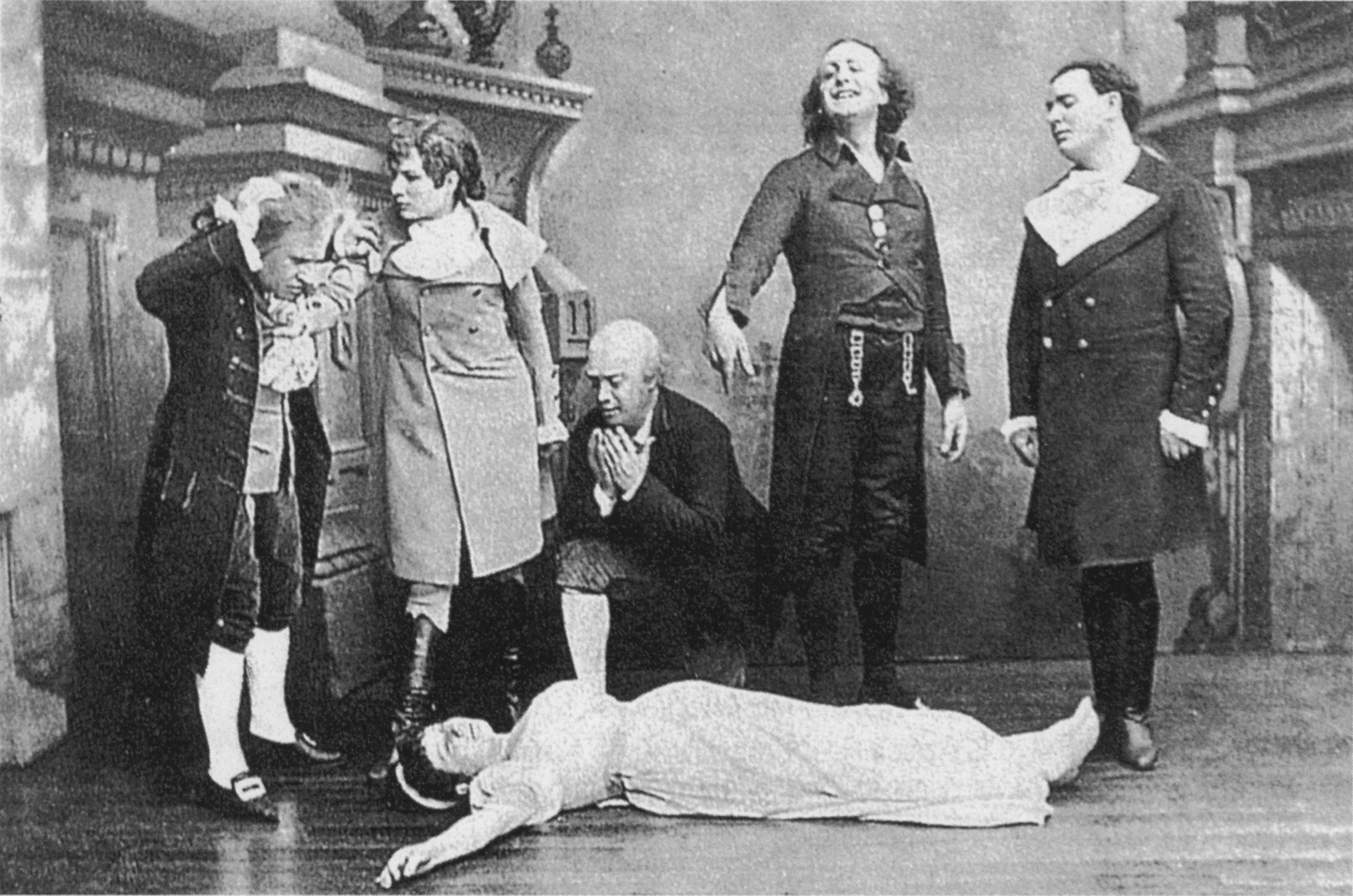
La mort d'Antonia - Act3 - Les Contes d'Hoffmann - 1881

Adèle Isaac   (Calais, 8 de gener de 1854 - 15è districte de París, 21 d'octubre de 1915) fou una cantant dramàtica francesa. El 1872 debutà en el teatre de la Monnaie de Brussel·les, després d'haver estat deixebla de l'escola de Duprez, i el 1873 fou contractada per Òpera Còmica de París; actuà posteriorment a Lieja i a Lió, tornant el 1878 a l'Òpera Còmica; des d'aquesta data la seva reputació com a cantatriu s'establí sòlidament, i el 1883 cantà en l'Òpera interpretant Faust, Guillem Tell, Hamlet, etc. El 1885 cantà novament en l'Òpera Còmica de París, on crea Egmont i Le Roi malgré lui. També recollí molts èxits amb Mignon, Romeu i Julieta, Le Caïd, Els contes de Hoffmann, etc.